# Saša Radunović
Saša Radunović Raičević es un exjugador montenegrino de baloncesto nacido en Podgorica el 29 de abril de 1964. Con 2.06 de estatura jugaba en la posición en la posición de ala-pívot.

## Trayectoria
- 1980-1986 Titogrado
- 1986-1988 Universidad Estatal de Wichita
- 1988-1989 KK Partizan Belgrado
- 1989-1991 KK Buducnost Podgorica
- 1991-1992 CB Ourense
- 1992-1993 CB Granada
- 1993-1994 Peñas Huesca
- 1994-1995 Saski Baskonia
- 1995-1996 CB Valladolid
- 1996-1998 Valencia Basket
- 1998-1999 Buducnost Podgorica
- 1999-2000 Cantabria Lobos
- 1999-2000 CB León